# 樹林頭 (新竹市)
樹林頭，是台灣新竹市北區的一個傳統地域名稱，位於該區東部。相較於今日行政區，其範圍包括光田里、武陵里、福林里、士林里不含最北端及西北端、境福里不含最西端。
本地區西部的吉羊路、中正路、成功路以西為新竹機場範圍。

## 歷史
台灣清治末期至日治前期，樹林頭地區為一街庄，稱為「樹林頭庄」，隸屬於竹北一堡。該庄北與苦苓腳庄為鄰，東與湳雅庄為鄰，南邊是水田庄、崙仔庄，西邊為沙崙庄、吉羊崙庄。
1901年（日治明治三十四年）11月，全台廢縣廳改設二十廳，該庄隸屬於新竹廳。1909年（明治四十二年）10月，合併二十廳為十二廳，該庄隸屬不變。1920年（大正九年），廢十二廳改設五州二廳，該庄改制為「樹林頭」大字，隸屬於新竹州新竹郡新竹街。1930年新竹街升格為新竹市，該地區仍屬之。1936年（昭和十一年）新竹機場建成後，本地區西部成為機場的一部分。
戰後新竹市改制為省轄市，大字亦改制為里。1950年新竹縣市合併後拆分為桃、竹、苗三縣，新竹市縮減轄區並降為新竹縣縣轄市，本地區仍屬之。1982年7月，新竹市再度升格為省轄市。因人口增加，本地區已拆分為多個里。

## 交通
省道台1線又稱「縱貫公路」，是台北至屏東楓港的傳統幹道，大致以橫向轉東北—西南走向經過樹林頭地區東南部邊界地帶，向東轉北可前往竹北、新豐、楊梅等地，向西南可繞過新竹市中心前往香山、頭份、後龍等地。
「武陵南北快速道路」（武陵路）為省道台68線（東西向快速公路－南寮竹東線）新竹一交流道的引道，大致以東北—西南走向經過本地區東南部，在本地區的進出匝道位於東大路東側的武陵路61巷／70巷口，由此可快速進入省道台68線以前往頭前溪下游南岸各地。
縣道122號（東大路二段）又稱「南清公路」，是南寮至五峰土場的道路，大致以西北—東南走向經過本地區東北部，向西北可前往南寮，向東南可前往新竹市中心東側、國道1號新竹交流道、竹東等地。

## 學校
- 新竹市北區載熙國民小學

## 廟宇
- 樹林頭境福宮